# Маргарита II Фландрська
Маргарита II Фландрська (2 червня 1202 — 10 лютого 1280), також відома як Маргарита I Еноська (фр. Marguerite de Hainaut) і Маргарита Константинопольська (фр. Marguerite de Constantinople) — графиня Фландрська та Еноська з 1244. Друга дочка імператора Константинополя, графа Фландрії та Ено Балдуїна I та його дружини Марії Шампанської, дочки графа Шампані та Брі Генріха I.

## Біографія
В 1212 Маргарита вийшла заміж за Бушара Авена, бальї Ено і сеньйора Етреенгу. Старша сестра Маргарити, Іоанна, графиня Фландрії та Ено засудила цей шлюб, вважаючи його неприпустимим, оскільки Бушар був ще дитиною присвячений служінню Богу і був поставлений протодияконом. Папа Інокентій III визнав цей шлюб в 1216 недійсним, але формально він розірваний не був, а подружжя продовжувало жити разом. Від цього шлюбу народилося 3 дитини, одна з яких померла у дитинстві. В 1219 Бушар був кинутий у в'язницю, з якої його звільнили в 1221 з умовою, що він покине дружину і поїде в Рим за відпущенням гріхів.
Поки він був у Римі, Маргарита за наполяганням сестри в 1223 вийшла заміж за Вільгельма II Дамп'єрра. Цей шлюб викликав скандал, оскільки перший шлюб розірваний так і не був. Конфлікт, що виник в результаті між родами Дамп'єрр і Авен, не вщухав кілька десятиліть. Авени заявляли про своє право первородства, а Дамп'єрри не визнавали спадкоємцями зведених братів, називаючи їх бастардами.
5 грудня 1244 померла бездітна графиня Іоанна (її єдина дочка, Марія, померла в 1236), після чого Фландрія і Ено перейшли до Маргарити. Але практично відразу знову виникла суперечка за спадщину між дітьми Маргарити. Ще в 1235 король Франції Людовик IX домігся примирення між Маргаритою і Іоанном, старшим з її синів від першого шлюбу, передбачивши нерівний розділ спадщини: Авени отримували дві сьомих, а Дамп'єрри — п'ять сьомих. Але справа ускладнювалася тим, що частина спадщини знаходилася у Франції (Фландрське графство), а частина — в імперії (Еноське графство). В 1245 імператор Фрідріх II заповів Маргариті ще й маркграфство Намюр, але воно знаходилося в заставі у французького короля за велику позику, яку король позичив імператору Константинополя Балдуїну II.
В 1246 напередодні хрестового походу Людовик IX і папський легат Ед Шатору домоглися примирення сторін, надавши Ено Авенам, а Фландрію — Дамп'єррам. Маргарита зробила старшого сина від другого шлюбу Вільгельма своїм співправителем у Фландрії, а старшого сина Іоанна назначила правити графством Ено, не надаючи йому титулу співправителя. 19 травня 1250 Вільгельм підписав з Іоанном I Авеном угоду з приводу Намюра, оммаж на яке в 1249 Маргарита поступилася Іоанну. У тому ж році Римська курія визнала нарешті законні права Авенів. Але 6 червня 1251 на турнірі група лицарів вбила Вільгельма. У вбивстві звинуватили Авенів, після чого боротьба відновилася знову.
Вільгельм дітей не залишив. Маргарита визнала своїм спадкоємцем другого сина, від другого шлюбу, Гвідо. В відсутність Людовика IX, який був у Святій землі, Гвідо приніс оммаж його матері, Бланці Кастильській в 1252. При цьому граф Голландії і імператор Вільгельм II, союзник Авенів, на підставі того, що Маргарита не принесла йому оммаж за володіння на території Священної Римської імперії, оголосив їх конфіскованими, що призвело до війни.
В 1253 Гвідо разом з молодшим рідним братом Іоанном, який успадкував Дамп'єррську сеньйорію, а також з іншими французькими баронами зробив спробу захопити Зеландське графство. Але висадка на Вальхерені закінчилася невдало. У липні 1253 обидва брата і багато французьких баронів потрапили в полон до Флоріс, брата імператора Вільгельма II. Французьких баронів Флоріс відпустив, а Гвідо з Іоанном були відпущені тільки в 1256, коли графиня Маргарита погодилася сплатити великий викуп.
Для того, щоб виправити свої справи, Маргарита звернулася за допомогою до брата Людовика IX — Карла I (короля Неаполя), запропонувавши йому графство Ено і пост регента Фландрії. Одночасно вона визнала сюзеренітет короля Франції над Ваасською областю. Карл почав стягувати війська в графство. Але після повернення в 1254 з хрестового походу Людовик IX наказав Карлу відмовитися від графства Ено.
Після смерті імператора Вільгельма II Авени втратили підтримку імперії. 24 вересня 1256 графиня Маргарита і її сини Авени за посередництва короля Людовика IX уклали Перронський договір, за яким за Авенами було остаточно закріплено графство Ено, а за Дамп'єррами — Фландрія. При цьому Іоанн Авен змушений відмовитися від прав на Намюр. Після смерті Іоанна в 1257 році, графством Ено став правити його син Іоанн II (сеньйор Етреенгу).
Маргарита носила титул графині Фландрії до 29 грудня 1278, коли вона відреклася від нього на користь Гвідо. Згодом Маргарита відновила канцелярію в графстві Ено, куди переїхала жити. В травні 1279 вона назначила свого онука Іоанна II (сеньйора Етреенгу) співправителем в Ено, Маргарита залишалась графинею Ено, до своєї смерті 10 лютого 1280.

## Родина
1 Чоловік — Бушар (1182—1244), сеньйор Етреенгу, бальї Ено.
Діти:
- Балдуїн (1217—1219).
- Іоанн (1218—1257) — сеньйор Етреенгу з 1244, граф-спадкоємець Ено з 1250.
- Балдуїн (1219—1295) — сеньйор Бомону.

2 Чоловік — Вільгельм II (1196—1231), сеньйор Дамп'єрра.
Діти:
- Вільгельм (1224—1251) — сеньйор Дамп'єрра (Вільгельм III) з 1231, граф Фландрії (Вільгельм II) і сеньйор Куртре з 1246.
- Іоанна (бл. 1225—1245/6) 1-й чоловік: з 1239 Гуго III (пом. 1243), граф Ретеля; 2-й чоловік: з 1243 Теобальд II (пом. 1291), граф Бара.
- Гвідо (бл. 1226 —1305) — граф Фландрії з 1251, маркграф Намюру з 1263.
- Іоанн (бл. 1228—1258), сеньйор Дамп'єрра з 1251.
- Марія (бл. 1230—1302) — черниця.